# Petit-Rœulx-lez-Braine
Petit-Rœulx-lez-Braine (wa. Ptit-Ru) – dzielnica (section) miasta Braine-le-Comte w Belgii, w Regionie Walońskim, w prowincji Hainaut, w okręgu Soignies. 1 stycznia 2020 roku liczyła 693 mieszkańców. Do 31 grudnia 1976 samodzielna gmina. 

## Demografia
Liczba mieszkańców, stan na 1 stycznia:
| Rok                | 1930 | 1947 | 1961 | 2020 |
| ------------------ | ---- | ---- | ---- | ---- |
| Liczba mieszkańców | 830  | 538  | 473  | 693  |